# Benigno Crespi
Benigno Crespi (Busto Arsizio, 6 luglio 1848 – Torino, 1º ottobre 1910) è stato un imprenditore italiano.
Fu tra i più noti industriali lombardi della sua epoca. Fondò numerose imprese e fu proprietario del Corriere della Sera.

## Biografia
Era il quartogenito di Antonio e Maria Provasoli, e pertanto fratello di Cristoforo Benigno (nato nel 1833). Il nome Benigno era lo stesso del nonno, capostipite della famiglia di imprenditori.
Nel 1865 Benigno Crespi si trasferì a Milano, lavorando presso l'azienda che si occupava di commercializzazione di tessuti e filati del fratello Cristoforo Benigno. Pochi mesi dopo, prese parte alla terza guerra di indipendenza, combattendo anche la Battaglia di Monte Suello con il Corpo Volontari Italiani di Giuseppe Garibaldi.
Nel 1878 decise di mettersi in proprio, fondando un stabilimento di filatura a Nembro ("Crespi e C."), grazie a finanziamenti che provenivano da Andrea Ponti o, più probabilmente, dalla ricca famiglia Morbio (Benigno aveva infatti sposato la nobile Giulia Morbio).
L'impianto di Nembro, che fino al 1900 era di modeste dimensioni, vide i propri fusi raddoppiare nel 1902, divenendo oltre 30.000 (rispetto ai 13.200 del 1900) con l'impiego di circa 480 operai.
Nel 1902, Crespi fece costruire una centrale idroelettrica a Gromo, non distante da Nembro, così da poter sfruttare presso l'impianto di filatura l'energia motrice generata dalla centrale. Furono gli albori della futura "Azienda elettrica Crespi e C.", che divenne fra le più potenti dell'epoca in Europa. 
Benigno Crespi prese parte, inoltre, alla creazione di numerose grandi imprese nel nord Italia, fra cui la "Fabbrica lombarda cementi", la "Società elettrica per il canale Milani di Verona" e il "Cotonificio Valle Ticino".

### Corriere della Sera
Benigno Crespi nel 1900 conquistò il controllo del Corriere della Sera. Aveva già acquisito partecipazioni nel Corriere nel 1882, su impulso della moglie Giulia, al fine di sostenere economicamente il giornale in forte crisi. Il cognato di Crespi (Pio Morbio, fratello di Giulia) era, infatti, uno dei comproprietari del Corriere della Sera già dal 1876, anno in cui il giornale venne fondato. 
Partito inizialmente con una partecipazione minoritaria, nel 1885 Crespi ricostituì il capitale sociale del Corriere investendo 100.000 lire, con Eugenio Torelli Viollier quale socio accomandatario. Grazie anche a questi investimenti, il Corriere aumentò notevolmente le vendite. Alla morte di Torelli Viollier, Crespi acquisì il 57% del capitale della società. 
Benigno morì nel 1910, e le sue proprietà passarono ai figli Mario (1879-1962), Aldo (1885-1978) e Vittorio (1895-1963).
A Benigno Crespi è intitolata una via della città di Milano.